# امپاسیپاتسی، ماناکارا
امپاسیپاتسی، ماناکارا (به لاتین: Ampasipotsy, Manakara) یک سکونتگاه مسکونی در ماداگاسکار است که در واتوواوی-فیتووینانی واقع شده‌است.

## خصوصیات
امپاسیپاتسی ۶٬۰۰۰ نفر جمعیت دارد و ۱۷۶ متر بالاتر از سطح دریا واقع شده‌است.